# Vibrissea vibrisseoides
Vibrissea vibrisseoides är en svampart som först beskrevs av Peck, och fick sitt nu gällande namn av Kjøller 1960. Vibrissea vibrisseoides ingår i släktet Vibrissea och familjen Vibrisseaceae.   Inga underarter finns listade i Catalogue of Life.